# Bioetanol
Bioetanol je etanol koji se proizvodi od biomase i/ili biorazgradivoga (celuloznog) dijela otpada, da bi se koristio kao biogorivo. Etanol se može koristiti u motorima s unutarnjim izgaranjem uz dodavanje benzinu ili kao njegova potpuna zamjena. Za dodavanje do 20% etanola u benzin nisu potrebne nikakve preinake ni zahvati na motoru, dok za dodavanje većeg udjela ili za pogon samo na etanol treba djelomično modificirati motor, što poskupljuje cijenu takvih vozila za oko 5 do 10%. Vozilo s bioetanolom može dostići oko 2/3 dometa benzinskog vozila iste veličine spremnika, što se nadomješta korištenjem etanola pomiješanog s benzinom. Etanol koji se koristi u vozilima kao gorivo je denaturiran, što znači da su mu dodana sredstva koja sprečavaju konzumaciju (npr. mala količina, 2-5%, benzina).
Etanol se može proizvoditi od tri osnovne vrste biomase: šećera (od šećerne trske, melase), škroba (od kukuruza) i celuloze (od drva, poljoprivrednih ostataka). Sirovine bogate šećerima vrlo su pogodne za proizvodnju etanola, jer već sadržavaju jednostavne šećere glukozu i fruktozu, koji mogu fermentirati izravno u etanol. Sirovine bogate škrobom sadržavaju velike molekule ugljikovodika, koje treba razložiti na jednostavne šećere procesom saharifikacije. To zahtijeva još jednu fazu u procesu proizvodnje što povećava troškove. Ugljikovodici u sirovinama bogatim celulozom sastavljeni su od još većih molekula i trebaju se pretvoriti u šećere koji mogu fermentirati kiselom ili enzimatskom hidrolizom. Najznačajnije biljne vrste koje se uzgajaju za proizvodnju etanola su šećerna trska, slatki sirak, manioka i kukuruz.
Vodeća zemlja u proizvodnji i primjeni etanola za vozila je Brazil, u kojem se svake godine proizvede više od 15 milijardi litara. Oko 15% brazilskih vozila se kreće na čisti etanol, a oko 40% koriste 20%-tnu smjesu s benzinom (E20). Etanol se počeo proizvoditi kako bi se smanjila brazilska ovisnost o inozemnoj nafti i otvorilo dodatno tržište domaćim proizvođačima šećera. U SAD-u etanolske smjese čine oko 9% ukupne godišnje prodaje benzina.

## Prednosti
Sa stajališta zaštite okoliša bioetanol kao gorivo ima značajne prednosti pred fosilnim gorivima. Štaviše, mnoge od prednosti se ostvaruju već i zamjenom uobičajenih aditiva etanolom: 
- u reformuliranom benzinu bioetanol zamjenjuje aditive koji služe za povećanje oktanskog broja kao što su tetraetilolovo, benzen ili MTBE, koji svi redom zagađuju ili zrak, ili podzemne vode, ili oboje.
- bioetanol sagorijeva čistije nego benzin.
- etanol predstavlja manju opasnost za izazivanje požara nego obični benzin.
- važna prednost bioetanola pred fosilnim gorivima je što smanjuje količinu stakleničkih plinova. Proizvodnja i korištenje bioetanola mogu se deklarirati od strane Republike Hrvatske u sklopu Kyoto protokola kao organizirano smanjivanje generiranja ugljikovog dioksida, jer je sav CO2 koji je nastao sagorijevanjem etanola prethodno bio apsorbiran iz atmosfere fotosintezom.
- bioetanol dobiven iz poljoprivrednih proizvoda predstavlja obnovljivi izvori energije, koji se za razliku od fosilnih goriva čije su zalihe konačne neće nikada iscrpiti. To posebno dolazi do izražaja u vezi naglo rastućih cijena nafte.[3]

## Proizvodnja bioetanola
Osnovne faze u procesu proizvodnje etanola su:
- priprema sirovine,
- fermentacija,
- destilacija etanola.

Priprema sirovine je zapravo hidroliza molekula škroba enzimima u šećer, koji može fermentirati. Uobičajena tehnologija za proizvodnju etanola je fermentacija u peći s običnim kvascem za proizvodnju 8 do 10%-tnog alkohola nakon 24 do 72 sati fermentacije. Nakon toga slijedi destilacija tog alkohola u nekoliko faza čime se dobiva 95%-tni etanol. Za proizvodnju posve čistog bioetanola, kakav se koristi za miješanje s benzinom, dodaje se benzen i nastavlja destilacija te se dobiva 99,8%-tni etanol. Ako je žitarica sirovina, škrob se enzimskim putem pretvara u šećer. U toku ovog procesa stvara se nusproizvod koji se može upotrijebiti kao stočna hrana obogaćena bjelančevinama, sa sadržajem bjelančevina od 30%.
Prinos etanola iz raznih sirovina:
| Sirovina      | Prinos etanola (l/ha) | Prinos sirovine (t/ha) | Prinos alkohola (l/ha) godišnje | Energija (GJ/ha) godišnje |
| ------------- | --------------------- | ---------------------- | ------------------------------- | ------------------------- |
| Šećerna trska | 70                    | 50                     | 3500                            | 1350                      |
| Slatki sirak  | 86                    | 35                     | 3010                            | 945                       |
| Kukuruz       | 370                   | 6                      | 2200                            | 162                       |
| Drvo          | 160                   | 20                     | 3200                            | 540                       |

Iz tablice je vidljivo da vidljivo da je najveći prinos šećerne trske po hektaru.

### Tehnološki proces za proizvodnju etanola iz kukuruza
Za proizvodnju etanola iz kukuruza u pravilu se koristi tzv. Dry mill proces. Tako se naziva zato što se suhi kukuruz unosi u “mlin čekičar” u kojem se melje u “šrot”, odnosno grubo kukuruzno brašno. Tako dobivenom kukuruznom brašnu se dodaje voda, kako bi se od brašna stvorio kom. Povisuje se temperatura kako bi se smanjila količina bakterija i otopio škrob. To je kao kuhanje palente. Zatim se dodaju enzimi koji razgrađuju škrob u dugolančane šećere, kao što je dekstroza i na kraju na glukozu.
Kom se potom hladi i prebacuje u velike fermentore, gdje se dodaju kvasci, da bi započeo proces fermentacije i konvertiralo šećere u alkohol. Za kontrolu pH i kao nutrijent za kvasce se dodaje amonijak. Ovaj proces traje oko 45 sati pri čemu se krajnji stupanj odvija u tzv. pivskom bunaru. Kom se miješa i održava hladnim, kako bi kvasci bolje djelovali. Ugljikov dioksid ili CO2 je nusproizvod fermentacije. U CO2-skraberu se protustrujno škropi voda i zarobljava alkohol koji bio eventualno ponesen s CO2 i tako dobivena razrjeđena alkoholna otopina se onda recirkulira u fermentor. Sam CO2 se cjevovodom šalje dalje na komprimiranje i u prodaju kao suhi led, dodatak gaziranim pićima, ili se koristi u proizvodnji nafte.
Voda i potrošene krutine se odjeljuju od otopine alkohola. Alkohol se flešira i zagrijava na 77 ºC. Prva ili pivska kolona je ona u kojoj se hvata para alkohola na vrhu kolone, dok se krutine ispumpavaju s dna u spremnik.
Druga, ili rektifikacijska kolona odvaja visoko koncentrirani alkohol od vode, pri čemu se visoko koncentrirani alkohol opet odvodi kao paroviti proizvod na vrhu kolone, dok se razrijeđeni alkohol ispumpava s dna i šalje dalje u pobočni stripper. Preostala voda se recirkulira i koristi iznova u procesu kuhanja kukuruznog brašna. U striperu se odjeljuje razrijeđeni alkohol od viška vode. I ovdje ima višak tople vode s dna kolone koji se pumpa i vraća natrag u kuhanje čime se rekuperira ili obnavlja toplinska energija.
Ovaj proces rezultira azeotropnom smjesom 96% alkohola i vode. Preostala voda uklanja se pomoću tzv. molekulskih sita. Molekulska sita su zeoliti koji dopuštaju vodi da se adsorbira na zrnima dok molekule alkohola koje su veće ne prolaze i na taj način se odvaja 100% tni alkohol u spremnik gotovog produkta. Odakle se alkohol isporučuje u rafineriju na miješanje s benzinima.
Kruti ostatak se dalje centrifugira i uparava na koji način se dobiva krma. Nakon centrifugiranja prvo se uparavanjem dobije suspenzija s 30% krutih tvari zvana sirup. Daljim sušenjem dobiva se krma zvana DDGS18. Ova krma je idealna za prehranu goveda na velikim farmama. Na proizvodnju etanola iz kukuruza nadovezuje se i napredniji pristup tzv. biorafinerije, kod koje se iz biomase proizvodi mnoštvo raznih produkata.

## Primjena
Bioetanol se koristi u smjesi s benzinom, u različitim koncentracijama. U Brazilu se čak koristi u nerazrjeđenom stanju (E100). U Njemačkoj, Europski standard DIN EN 228, omogućuje upotrebu mješavine goriva sa sadržajem bioetanola do 5% (E5). U motorima vozila koja su prilagođena i fleksibilna za različita goriva ili FFV (engl. flexible fuel vehicles) mogu se koristiti goriva koja sadrže i do 85% bioetanola (E85). Druga mogućnost je upotreba bioetanola za proizvodnju etil-terc-butiletra (ETBE), koji sadrži 74% bioetanola. ETBE se može koristiti kao zamjena za metil-terc-butiletar (MTBE), koji se dobiva isključivo iz neobnovljivih izvora, i kao aditiv za smanjenje udara (lupanja) u motoru. Od 2004. ubrzana je i proizvodnja bioetanola kao goriva. U toku 2007. u svijetu je proizvedeno oko 40 milijuna m3 bioetanola. Brazil je vodeći svjetski proizvođač bioetanola iz šećerne trske.
Benzin u kojem je do 5% bioetanola, označavat će se oznakom E5, a s udjelom od 5 do 10% nosit će oznaku E10. Dizelsko gorivo u kojem udjel biodizela doseže do 7% nosit će oznaku B7. U skladu s europskim propisima, na mjestima na kojima se prodaje gorivo s metalnim aditivima morat će stajati naljepnica s tekstom „Sadrži metalne aditive“. U skladu s europskim pravilima propisane su i procedure provjere kvalitete goriva koje distributeri stavljaju u promet.